# Christiaan Zevenbergen
Christiaan Zevenbergen (Puttershoek, 29 oktober 1897 - Utrecht, 2 februari 1976) was een Nederlands jurist. Zevenbergen was hoogleraar rechtsgeschiedenis aan de Universiteit Utrecht.
Zevenbergen groeide op in Dordrecht en volgde het Marnix Gymnasium te Rotterdam. Hij studeerde rechten aan de Vrije Universiteit Amsterdam, waar hij op 29 september 1920 promoveerde op Karakter en geschiedenis der iudicia bonae fidei; promotor was D.P.D. Fabius. In 1922 werd hij benoemd tot lector rechtsgeschiedenis aan de VU; hij hield zijn openbare les, getiteld Het karakter en de betekenis van het Romeinsch gewoonterecht, op 16 februari 1923. In 1928 werd hij vanwege het emeritaat van J.C. Naber benoemd tot gewoon hoogleraar aan de Universiteit Utrecht met als leeropdracht "Het Romeinsch recht, de Romeinsche rechtsgeschiedenis, de ontwikkeling van het recht bezien in het licht van het Romeinsche recht". Zijn oratie, gehouden op 15 oktober van dat jaar, was getiteld Aard en werking der goede trouw in het Romeinsche verbintenissenrecht. Op 15 januari 1968 ging hij met emeritaat als hoogleraar.
Zevenbergen was van 1930 tot 1944 redacteur van Themis (vanaf 1939 Rechtsgeleerd Magazijn Themis geheten) en van 1931 tot 1967 rechter-plaatsvervanger bij de Rechtbank Utrecht. Naast zijn rechtshistorische bezigheden had hij ook grote interesse in het moderne handelsrecht; hij schreef boeken over het order- en toonderpapier en over het afbetalingscontract en bewerkte delen van Willem Molengraaffs Leiddraad bij de beoefening van het Nederlandsche Handelsrecht.
- Biografisch Portaal: 26760936
- Library of Congress Control Number: no2011017053
- Nederlandse Thesaurus van Auteursnamen: 07045874X
- Virtual International Authority File: 54545465